# Brunsvigia josephinae
Brunsvigia josephinae (lirio candelabro) es una especie fanerógama, caducifolia, subtropical del género Brunsvigia, en la familia Amaryllidaceae.  

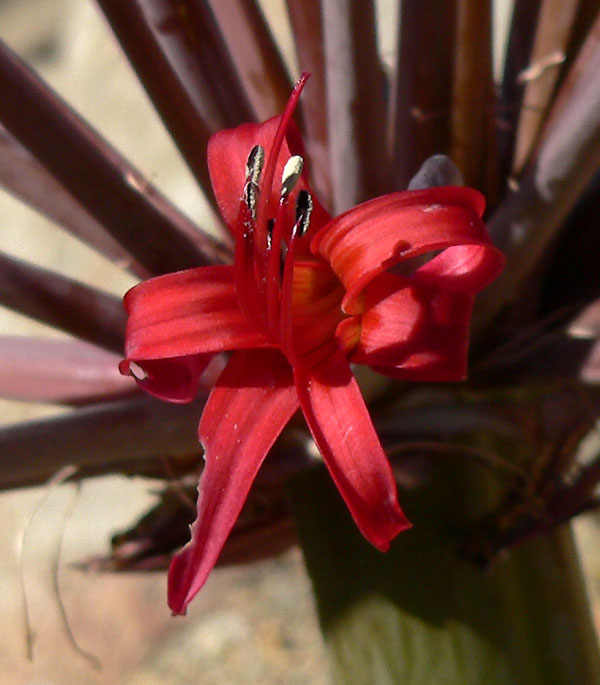
Detalle de la flor

## Distribución y hábitat
Es nativa de Sudáfrica. Las plantas se producen en el invierno después de las precipitaciones en la zona oeste del Karoo, Worcester, Malgas a Willowmore. Se encuentran usualmente en la sombra y expuestas en la ladera sur de arena y arcilla en los suelos  sobre todo de pizarra, piedra caliza y arenisca degradada. Son caducifolios y son capaces de resistir sequías estacionales y muy bajas temperaturas en el invierno, también son resistentes a los incendios (Veld.).

## Descripción
B. josephinae tiene cerca de 65 cm de altura al  florecer. Sus bulbos tienen 2 dm de diámetro y usualmente expuestos; y cubiertos de túnicas secas y papilosas. Las hojas aparecen solo en invierno; son azuladas grises, de 6 x 2 dm,  típicamente oscilan de 8-20 hojas por planta. Las flores rojo nugruzcas, pero anaranjadas amarillas hacia la base; tubulares, aparecen tarde en el verano hasta el otoño; tienen 15 mm de largo con varas florales de aproximadamente 65 dm de largo, con 30-40 flores por planta. Las plantas pueden tardar hasta 14 años en madurar de semillas.

## Taxonomía
Brunsvigia josephinae fue descrita por (Redouté) Ker Gawl. y publicado en Botanical Register; consisting of coloured . . . 192–193. 1817.
Etimología
Brunsvigia: nombre genérico que está dedicado a Carlos I de Brunswick-Wolfenbüttel (1713-1780), Duque de Brunswick.
josephinae epíteto otorgado en honor a la Emperatriz Josefina, 1ª esposa de Napoleón.
Sinonimia
- Amaryllis josephiniae Delile in P.J.Redouté (1812).
- Coburgia josephinae (Delile) Herb. ex Sims (1819).
- Amaryllis gigantea Marum (1806).
- Amaryllis josephiniana Herb. (1837), orth. var.
- Brunsvigia glauca Salisb. (1866) nom. inval.
- Brunsvigia gigantea (Marum) Traub (1938), nom. illeg.
- Brunsvigia gydobergensis D.Müll.-Doblies & U.Müll.-Doblies (1994).[3]